# 果核

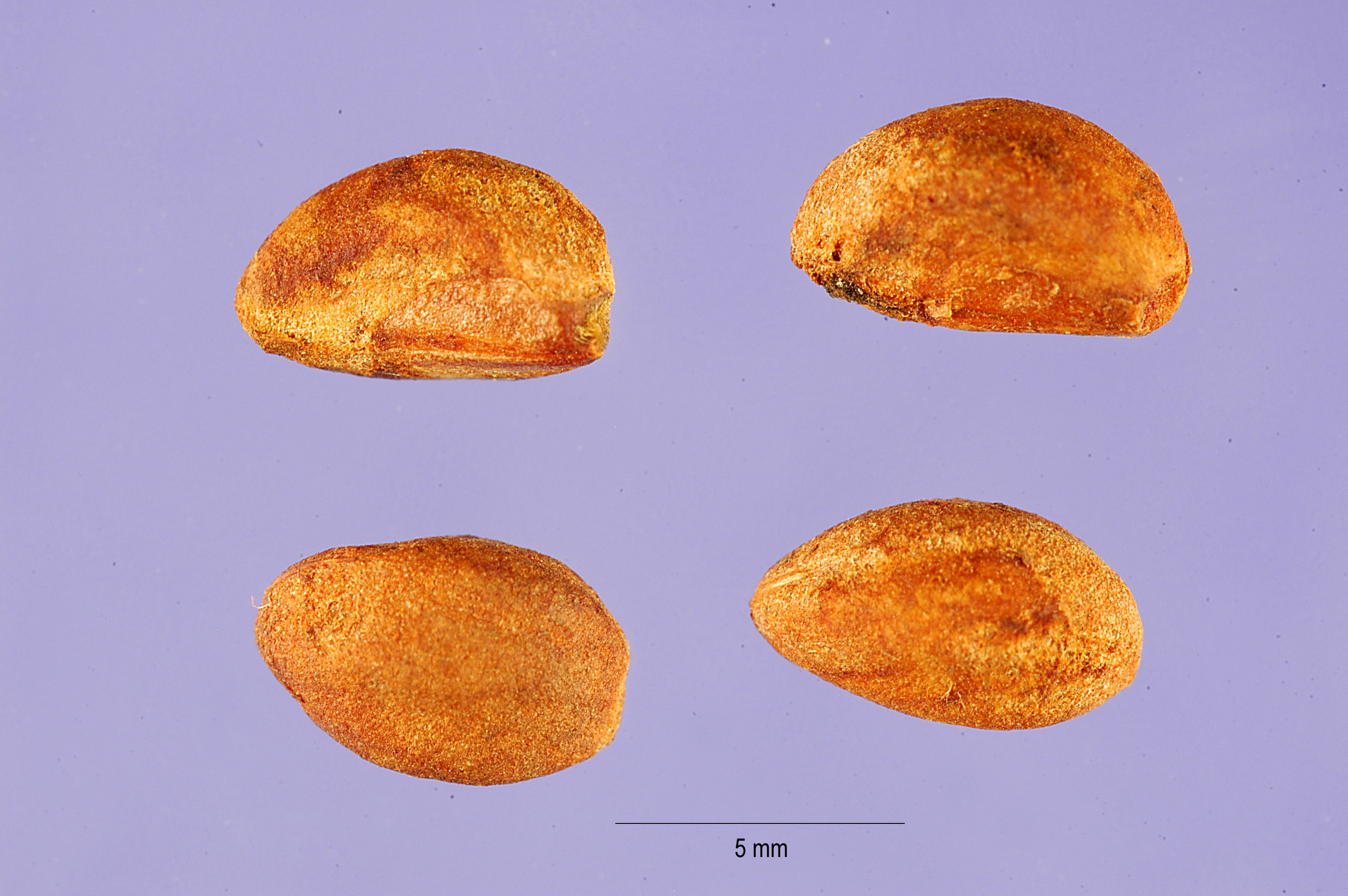
點狀山楂（Crataegus punctata）果實的果核

桃儿的结构

果核（拉丁語：pyrena，pyrene，stone），北方汉语称𣝗儿，口语上是果实中心包裹种子的硬壳部分，不含种子；但在植物形态解剖学中，果核指的是由核果或小核果的内果皮（endocarp）通过生物矿化产生既厚且硬的骨质结构，包绕一个或多个种子（又称“果仁”，kernel）而组成，果核即这种果实“内果皮与种子的合称”。硬变态的内果皮组织在种子周围提供保护性的物理屏障，使种子免受病原体和食草动物的侵害。
雖然許多核果（drupe）是單果核的，僅含有一個果核，但具有堅硬、石質（而不是革質）內果皮的梨果類水果通常是多果核核果，含有多個果核。
有𣝗的果实细分为核果（drupe）和小核果（drupelet）；核果或小核果的中果皮（mesocarp）与外果皮（exocarp）分别通称“果肉”（或瓤）与“果皮”。𣝗由外到内分别由内果皮（通称“种壳”）、种皮、种仁构成。
除山胡桃、核桃、巴旦木（又称扁桃）、带甜杏仁的杏等少数核果的种子可食用外，大多数核果以它們的中果皮（即「果肉」）為主要可食部分。而以上列出的可食用的𣝗常常被訛稱為「堅果」（儘管他們並不是）。

## 發育
發育中的核果內果皮的硬化是透過次生細胞壁（secondary cell wall）形成和木質化發生的。生物聚合物木質素也存在於木材中，它在次生細胞壁內提供了一種結構，支持纖維素和半纖維素的聚合；這些聚合物共同為內果皮提供拉伸強度和剛度。內果皮的生物礦化過程中會進一步硬化。植物生命週期中果核的生物礦化有助於保存考古發現中的果實殘骸。

## 圖庫
- 桃子（一種單果核核果）的橫切面，切開後露出裡面的果核
- 解剖桃子的果核，露出裡面的一顆種子
- 從多果核核果山楂 (Crataegus punctata) 的單一果實中提取的果核
- X光顯示圆果杜英的果核內部有10個含有種子的子房室(Locule)； 圆果杜英的子房室數量在不同果實之間存在差異